# پالکله
پالکله (به لاتین: Pallekele) یک منطقهٔ مسکونی در سری‌لانکا است که در ناحیه کندی واقع شده‌است.